# Мори (провинция Тренто)
Мори (итал. Mori) — коммуна в Италии, располагается в провинции Тренто, в автономной области Трентино-Альто-Адидже.
Население составляет 9456 человек (2011 г.), плотность населения составляет 267 чел./км². Занимает площадь 34 км². Почтовый индекс — 38065. Телефонный код — 0464.
Покровителем коммуны почитается святой первомученик Стефан, празднование 26 декабря.

## Демография
Динамика населения:

## Администрация коммуны
- Официальный сайт: http://www.comune.mori.tn.it/